# Das zehnte Jahr
Das zehnte Jahr (Planet of Exile, 1966; erste deutsche Übersetzung 1978 von Birgit Reß-Bohusch) ist ein zum Hainish-Zyklus gehörender Science-Fiction-Roman der Autorin Ursula K. Le Guin. Der Roman, der zuerst als "Doppelroman" mit Thomas Dischs Mankind Under the Leash veröffentlicht wurde, gilt als erster gelungener Versuch der Autorin, eine eigene und wiedererkennbare Umwelt für ihre Geschichten zu entwickeln. Tatsächlich erinnert der Planet der Handlung, zumindest zur Winterzeit, in der die Geschichte spielt, durchaus an den Planeten Winter im später folgenden Hainish-Roman Die linke Hand der Dunkelheit, in dem der Planet Werel auch erwähnt wird. Die spätere Entwicklung der Kultur von Werel wird im Roman City of Illusions erzählt.

## Handlung
Auf dem Planeten Werel/Alterra im Gamma Draconis-System, auf dem ein Sonnenumlauf 60 Erdjahre dauert, bereiten sich die Menschen auf den langen Winter vor. Im Rahmen ihrer Transhumanz ziehen sie, geleitet vom Ältesten Wold, von den Feldern des Sommers in ihre befestigte Winterstadt, Tevar, die aber nach der langen Abwesenheit erst wieder eingerichtet werden muss. Rolery, eine der vielen Töchter Wolds, ist das einzige Mädchen an der Grenze zur Frauwerdung im Lager der Winterstadt; sie wurde zu einer Zeit geboren, in der normalerweise niemand geboren wird. Als Außenseiterin auf sich selbst gestellt, erkundet sie die permanente Siedlung der Fremdgeborenen, die sie vielleicht für Zauberer, jedenfalls für Fremde hält.
Die Vorfahren der Fremdgeborenen, die sich selbst auch Menschen nennen, kamen vor vielen Generationen in einem Raumschiff nach Werel. Doch das Raumschiff startete wieder, und die Kolonie war auf sich selbst gestellt. Aufgrund einer ihrer Regeln, der "Kultursperre", versagen sie es sich, die Urbewohner mit Technik- und Kulturerzeugnissen bekannt zu machen, die diese selbst nicht kennen, jedenfalls solange sie nicht Teil ihres Weltenbunds geworden sind. Die Menschen von Werel aber haben noch nicht einmal das Rad entwickelt; ihre Moral ist oft streng und lässt wenig Freiheit außerhalb der akzeptierten Rollen im Klan zu; selbst ihre Musik besteht nur aus dem gemeinsamen Klopfen auf Steine.
Doch die Fremdgeborenen haben Probleme: Sie verschwinden, es werden nur noch wenige Kinder lebensfähig geboren. Zudem geht viel von dem alten Wissen, das zwar noch in Büchern bewahrt wird, verloren. Ohnehin halten sie sich an die Kultursperre.
Rolery begegnet in der Stadt der Fremdgeborenen Jakob Agat, einem ihrer Anführer, der sie dank seiner telepathischen Fähigkeiten vor einer Gefahr rettet – etwas, was normalerweise nicht erlaubt wäre; nur war ihm nicht klar, dass es sich um eine "Hilf" handelt, wie die Fremdgeborenen die Menschen von Werel nennen, eine "Hochintelligente Lebensform". Es entsteht, vielleicht widerwillig, eine Verbindung zwischen den beiden. Agat trägt ihr auf, ihn ihrem Vater Wold anzukündigen.
Agat spricht bei Wold vor und berichtet, dass die Menschen des Nordens geschlossen nach Süden ziehen, auf sie zu – etwas, das noch nie vorgekommen ist. Um zu überleben, wird diese riesige Menschenmasse alles auf ihrem Weg nutzen und vernichten müssen; sie werden beiden Menschenarten die Nahrung stehlen, sie also bekämpfen und vernichten müssen. Er schlägt ein gemeinsames Handeln vor: Krieger beider Gruppen sollen nach Norden ziehen, um den Menschenstrom auf einen anderen Weg zu lenken.
Wold, der einst eine Fremdgeborene zu einer seiner Frauen genommen hatte, lässt sich langsam überzeugen; als Anführer der Expedition setzt er seinen energischen und intelligenten Sohn Umaksuman ein. Doch innerhalb seines Klans gibt es andere Stimmen. Als bekannt wird, dass Agat und Rolery zueinander gefunden haben, schlägt die Gruppe der Fremdenfeindlichen um Wolds Enkel Ukwet zu: Am Vorabend der gemeinsamen Aktion lauern sie Agat auf und prügeln ihn fast zu Tode. Bevor er das Bewusstsein verliert, hört er unter den Angreifern die Stimme Umaksumans, was ihn verbittert.
Rolery, die in einer Jagdhütte auf Agat gewartet hat, sucht und findet ihn. Sie bringt ihn in die Stadt der Fremdgeborenen, wo er verarztet wird. Doch als er erwacht, erfährt er, dass die Kriegertruppen nicht ausgezogen sind. In Tevar hat die Tradition gesiegt, man bereitet sich auf den Winter vor und ignoriert die mögliche Gefahr.
Agat nimmt Rolery, die bei ihrer Rückkehr nach Tevar wahrscheinlich ermordet werden würde, zu seiner Frau. Obwohl sexuell frei gehen die Fremdgeborenen, anders als die Vielweiberei betreibenden Tevar, dauerhafte Zweierbeziehungen ein. Währenddessen hat der Konflikt Tevar führungslos gelassen; Wold ist zu schwach. Ukwet und Umaksuman tragen ihre Differenzen physisch aus, wobei Ukwat den Tod findet; Umaksuman muss in den Wald fliehen.
Doch bald kommt die Welle der Barbaren aus dem Norden heran; Tevar fällt, doch die Fremdgeborenen versuchen, wenigstens einige der Menschen zu retten. Dabei trifft Agat auf Umaksuman. Erst will er einen Giftpfeil – die beste ihm aufgrund der Kultursperre zustehende Waffe – abschießen, doch Umaksuman berichtet ihm, dass er bei dem Angriff auf Agat dazu kam und gerade noch verhindern konnte, dass die Meute der Konservativen ihn entmannte. Gemeinsam retten sie, was zu retten ist. Nun verschanzen sich die beiden Gruppen gemeinsam in der Stadt der Fremdgeborenen.
Die Nordmenschen belagern die Stadt der Fremdgeborenen; es sieht schlimm aus, doch dann kommt der Schnee und mit ihm der harte Winter. Die Nordmenschen stürmen noch einmal an, müssen dann aber abziehen, vertrieben vom Winter. Den Fremdgeborenen wird inzwischen klar, dass sich die Körperchemie der jüngeren von ihnen leicht verändert hat. Es wird wahrscheinlich möglich sein, dass Menschen beider Gruppen zusammen Kinder haben werden. Es gibt eventuell eine Zukunft für sie. Diese Zukunft – das Aufgehen im großen Strom der Anderen – erscheint aber nicht allen erstrebenswert.

## Trivia
Die „Kultursperre“ erinnert sehr an die später in der Fernsehserie Star Trek wichtige „Oberste Direktive“, also die Nichteinmischung in die Entwicklung einer planetaren Kultur. In der Fernsehserie wurden Begriff und Konzept erstmals 1967 in der Folge The Return of the Archons verwendet. Ein ähnliches Konzept findet sich allerdings bereits in dem 1937 veröffentlichten Roman Star Maker von Olaf Stapleton.
Die telepathisch begabten Tevar benutzen das heute auch in der US-Umgangssprache gebräuchliche „I hear you“ als Bestätigung von Verständnis und Einvernehmen; ob dies verbunden ist, ist unbekannt.

## Bibliografie
- Susan M. Bernardo, Graham J. Murphy: Ursula K. Le Guin: A Critical Companion. 1. Auflage. Greenwood Press, Westport, CT 2006, ISBN 0-313-33225-8.
- Harold Bloom (Hrsg.): Ursula K. Le Guin. 1. Auflage. Chelsea House, New York, NY 1986, ISBN 0-87754-659-2.
- Mike Cadden: Ursula K. Le Guin Beyond Genre: Fiction for Children and Adults. 1. Auflage. Routledge, New York, NY 2005, ISBN 0-415-99527-2.
- Ursula K. Le Guin: The Language of the Night. korrigierte Auflage. HarperCollins, 1992, ISBN 0-06-016835-8.
- Ursula K. Le Guin: Three Hainish Novels. 1. Auflage. Nelson Doubleday, New York, NY 1978.
- Ursula K. Le Guin: Worlds of Exile and Illusion. 1. Auflage. Orb, New York, NY 1996, ISBN 0-312-86211-3.
- Donald E. Morse, Kalman Matolcsy: The Mythic Fantasy of Robert Holdstock: Critical Essays on the Fiction. 1. Auflage. McFarland & Company, London 2011, ISBN 978-0-7864-4942-2.
- Charlotte Spivack: Ursula K. Le Guin. 1. Auflage. Twayne Publishers, Boston, MA 1984, ISBN 0-8057-7393-2.